# Служили два товариші
«Служили два товариші» (рос. Служили два товарища) — художній фільм 1968 року, знятий режисером Євгеном Кареловим за сценарієм Юлія Дунського і Валерія Фріда. Розповідає про події Громадянської війни в Росії.

## Сюжет
У фільмі присутні дві сюжетні лінії, які перетинаються тільки ближче до фіналу: червоноармійців Некрасова і Карякіна та врангелівського офіцера Брусенцова.
Перші числа листопада 1920 року. Громадянська війна близиться до завершення. Рештки Добровольчої армії укріпилися в Криму під командуванням П. М. Врангеля. Червоні готують штурм кримських укріплень. Червоноармієць Андрій Некрасов, колишній фотограф, отримує завдання провести повітряну кінозйомку врангелівських позицій. У напарники йому дають Івана Карякіна, колишнього командира роти, розжалуваного в рядові за самовільний розстріл воєнспеца, полковника царської армії. Карякін підозріливо ставиться до Некрасова як до «неблагонадійного»: на початку їхнього знайомства той повідомляє, що рано залишився сиротою і був вихований дядьком-священиком. Призначений для аерозйомки літак розрахований тільки на двох осіб, льотчик спершу відмовляється брати на борт Карякіна, але той, прагнучи скрізь стежити за Некрасовим, таки вирушає в ризикований політ.
У готелі в Севастополі поручик Брусенцов випадково вбиває свого приятеля Лукашевича. Залишений під домашнім арештом у номері готелю, Брусенцов заводить розмову з сестрою милосердя, а невдовзі опиняється під слідством.
Некрасов, не маючи досвіду роботи з кінокамерою, абияк проводить зйомку. Під час аварійної посадки льотчик гине, а двоє червоноармійців потрапляють у полон махновцям. Некрасову і Карякіну хитрістю вдається втекти на тачанці, але в розташуванні червоних їх заарештовують за підозрою у шпигунстві. Жінка-комісар не вірить незнайомцям без документів, окрім того, у тачанці знайдена білогвардійська форма. Обох ведуть на розстріл, врятуватися вдається зі щасливої випадковості: в автомобілі, що проїздить мимо, Некрасов впізнає начальника штабу і той відміняє наказ комісара.
Командування полку збирається переглянути результати кінозйомки, але плівка виявляється зіпсованою. Карякін тут же звинувачує Некрасова у зрадництві. Некрасов, маючи фотографічну пам'ять, рисує план ворожих укріплень і його рисунок у точності збігається з відомостями, отриманими від перебіжчиків. Командування в захваті від здібностей Некрасова, безногий комбриг нагороджує його маузером. Карякін, визнавши свою неправоту, намагається знову наладити добрі стосунки з Некрасовим, але той не бажає спілкуватися з ним.
Брусенцова після розгляду справи звільняють з гауптвахти, він знаходить сестру милосердя і знайомиться з нею. Потім він узнає, що в нього збираються відібрати його коня Абрека, і роздратований цим, влаштовує бешкет на виду в начальства, за що його направляють на оборону Турецького валу.
Командування Червоної армії готує перехід Сивашу, серед бійців ідуть і Некрасов з Карякіним. У бою на Литовському півострові Карякін бере на себе командування ротою після загибелі командира і відправляє Некрасова назад через затоку за підкріпленням. Приспіла на допомогу кіннота разом з рештками піхоти розвиває наступ. Щоб запобігти перекиданню сил з Перекопу, червоні штурмують Турецький вал, відволікаючи сили білих. Некрасов веде кінозйомку бою, а потім сам з гвинтівкою кидається в атаку. Білим вдається відбити штурм, але розуміючи, що другої атаки їм не стримати, залишають укріплення. На кинутих позиціях відбувається зустріч Некрасова з Карякіним, який повідомляє, що «все його військо повбивало», тому він тепер знову буде з ним нерозлучно.
Вижилий у боях за півострів Брусенцов рятується втечею разом з іншим офіцером, бароном Краузе. Відібравши в свого супутника снайперську гвинтівку, він ранить з неї Некрасова. Карякін, побачивши офіцерів, відкриває вогонь, але підстрелити йому вдається лише Краузе, Брусенцов втікає. Добравшись до Севастополя, він знаходить сестру милосердя Сашу, поспіхом вінчається з нею, разом вони біжать до порту. Брусенцов опиняється серед пасажирів останнього пароплава, Саша відмовляється залишити Росію і залишається в Севастополі, кинутий на березі господарем кінь Абрек рине в море, де й тоне. Не в силах перенести побачене, Брусенцов стріляється, труп його падає за борт.
Карякін везе пораненого Некрасова до лазарета, але врятувати його не вдається і він помирає. У кінці фільму Карякін здає кінокамеру товариша разом з відзнятими матеріалами, назвавши покійного «відданим бійцем ділу революції».

## У ролях
- Олег Янковський — Андрій Некрасов
- Ролан Биков — Іван Карякін
- Володимир Висоцький — Олександр Брусенцов, поручик
- Ія Саввіна — Саша, сестра милосердя
- Анатолій Папанов — командир полку
- Микола Крючков — командир взводу
- Петро Крилов — начальник штабу
- Б. Силантьєв — безногий комбриг
- Микола Бурляєв — Сергій Лукашевич
- Алла Демидова — комісар
- Ростислав Янковський — полковник Васильчиков
- Роман Ткачук — білогвардійський офіцер
- Микола Дупак — командувач армією
- Аполлон Ячницький — сусід Саші на кораблі
- Василь Фущич — Савчук, махновець
- Валерій Фрід — Семен Маркович, військлікар
- Борис Молодан — Семен Панасюк, махновець-вартовий
- Валентина Березуцька — господиня потонулого відра
- Юозас Будрайтіс — член штабу червоних
- Микола Парфьонов — білий офіцер
- Веніамін Смєхов — барон Краузе
- Кирило Замошкін — ватажок махновців
- Олександр Толстих — махновець
- Володимир Євченко — махновець, що підглядав у панораму за дівчиною-купальницею
- Вадим Шавров — льотчик
- Юрій Кузьменков — боєць, який сидів біля штабу полку
- Віктор Отіско — боєць, який сидів біля штабу полку

## Факти
- Назва фільму відсилає до однойменної пісні, рядки з якої («Вот пуля пролетела и а-га…») наспівував Некрасов.
- Сценаристи використали фільм для пошуку своїх колишніх знайомих по ГУЛАГу[3]:

|  | Таким же способом ми намагалися відшукати ще одного його друга Сашу Брусенцова, геройського хлопця, колишнього лейтенанта. Його ім'я, по батькові, прізвище і навть військове звання ми присвоїли одному з героїв фільму «Служили два товариші» — поручику Олександру Микитовичу Брусенцову. |

- Повість «Служили два товарища» письменника Анатолія Яковича Кучерова, опублікована в 1954 році і неодноразово перевидана,[4] не має стосунку до однойменного фільму. У ній розповідається про участь молоді в обороні Ленінграда під час Другої світової війни.